# Vasamuseum
Het Vasamuseum (Zweeds: Vasamuseet) is een maritiem museum in Stockholm. Het bevindt zich op het eiland Djurgården en het herbergt het enige volledig intact gebleven zeventiende-eeuwse schip, de Vasa. Het Vasamuseum opende zijn poorten in 1990 en is het drukstbezochte museum in Scandinavië. 

## Geschiedenis
Kort na de berging van de Vasa werd het schip naar het droogdok Gustaaf V van de marinewerf in Stockholm gesleept, waar het in april 1961 op een speciaal ervoor gebouwd ponton in een aluminiumconstructie werd geplaatst, dat dienstdeed als tijdelijke behuizing. Deze behuizing met de naam Wasawarvet diende voor de conservering van het schip en deed tevens dienst als tijdelijk museum. Bezoekers konden de conservering volgen vanaf twee galerijen rond de wand waarachter zich het schip bevond. In 1978 was de conservering van het schip voltooid.
In 1981 besloot de Zweedse overheid een permanent Vasamuseum te bouwen. 384 architecten zonden hun ontwerp in. Uit alle ontwerpen werd dat van de Zweedse architecten Göran Månsson en Marianne Dahlbäck gekozen. Uiterlijk lijkt het door de op het museum aangebrachte masten alsof het schip boven het gebouw uitsteekt.
Op 2 november 1987 werd na een officiële inhuldigingsceremonie door prins Bertil aan de bouw van het museum begonnen. Tijdens de zomer van 1989 werden voor het eerst bezoekers toegelaten en 228.000 mensen bezochten het half voltooide museum. Het Vasamuseum werd officieel geopend op 15 juni 1990.

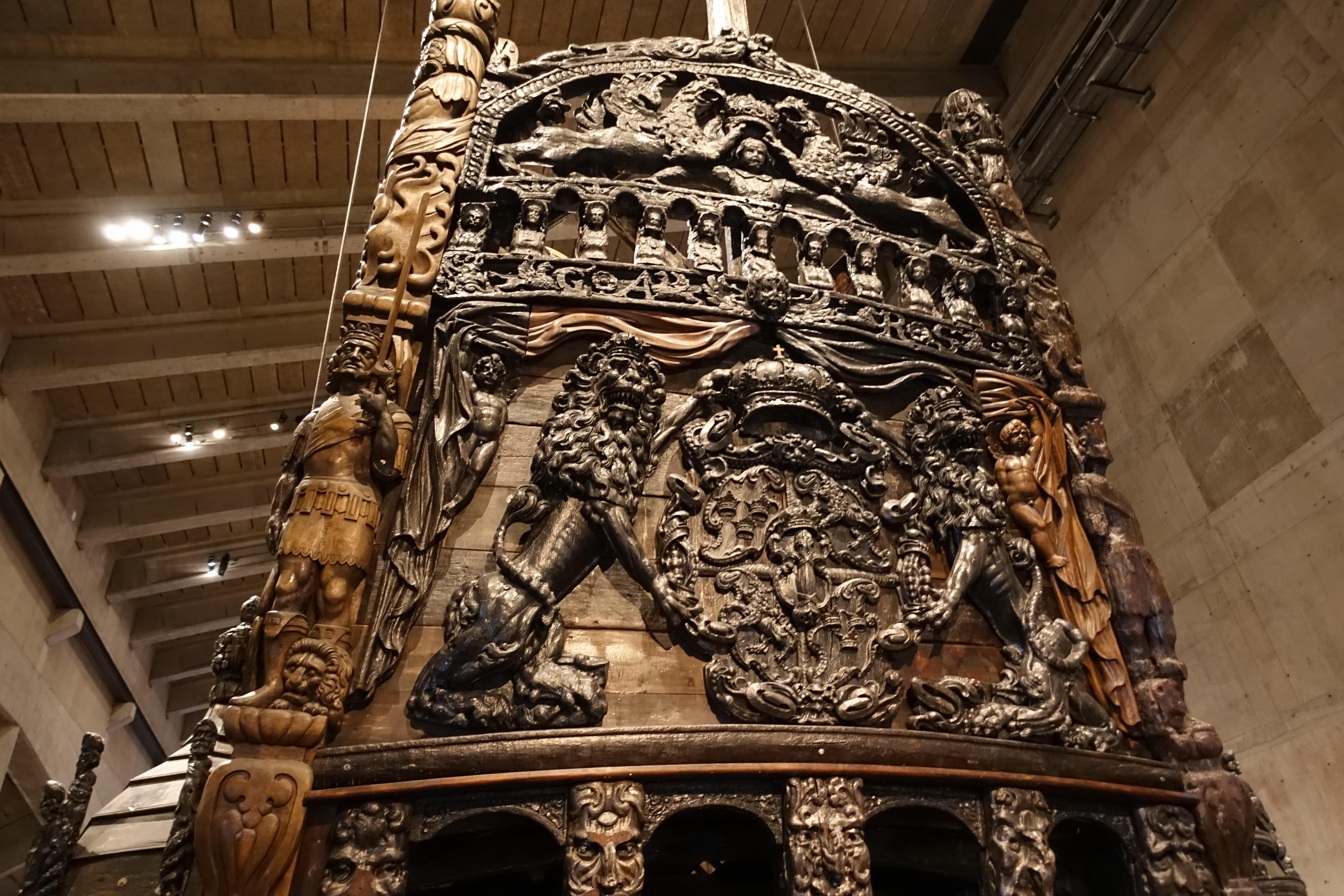
Achtersteven
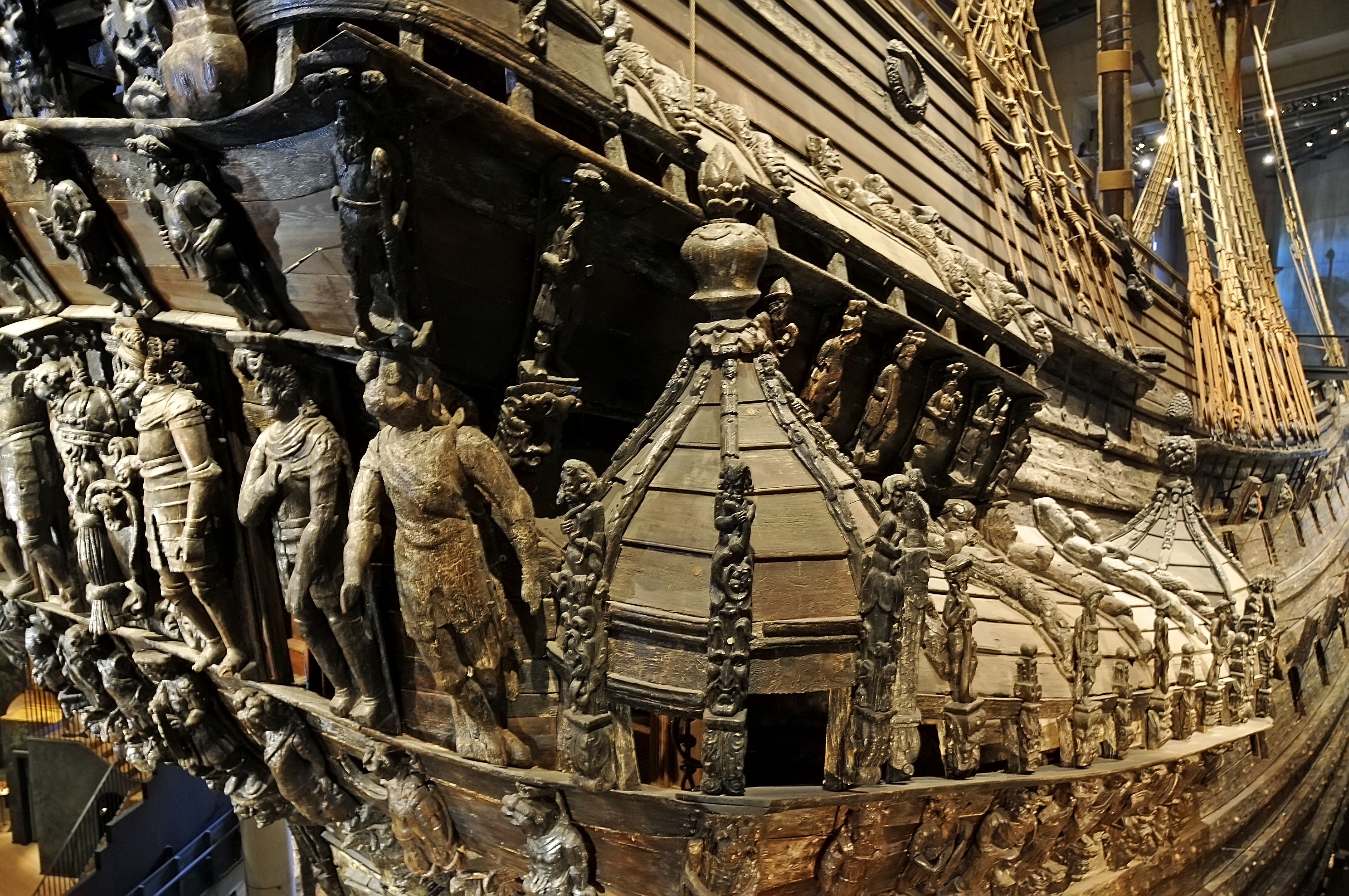
Detail achtersteven
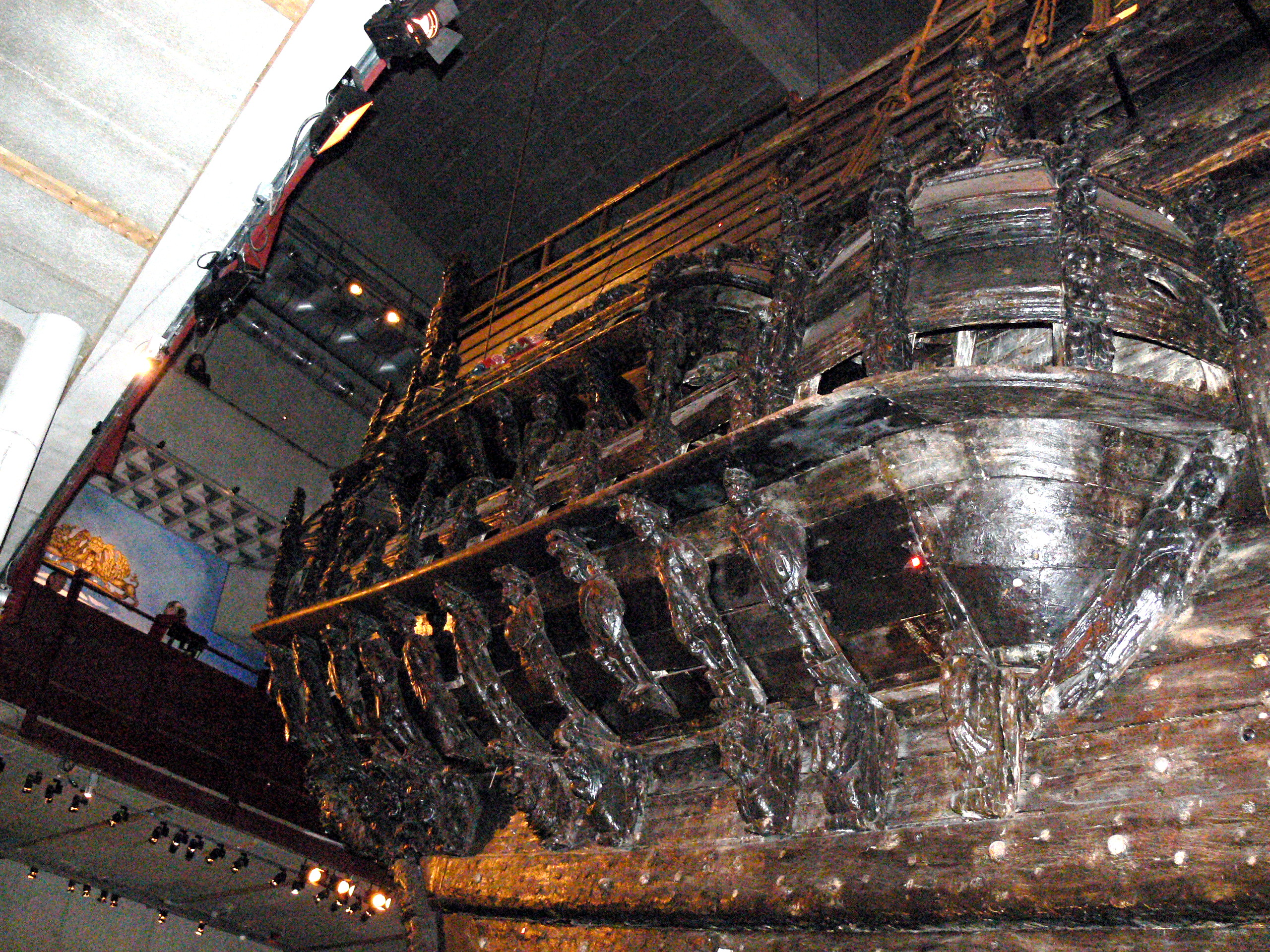
Galerij
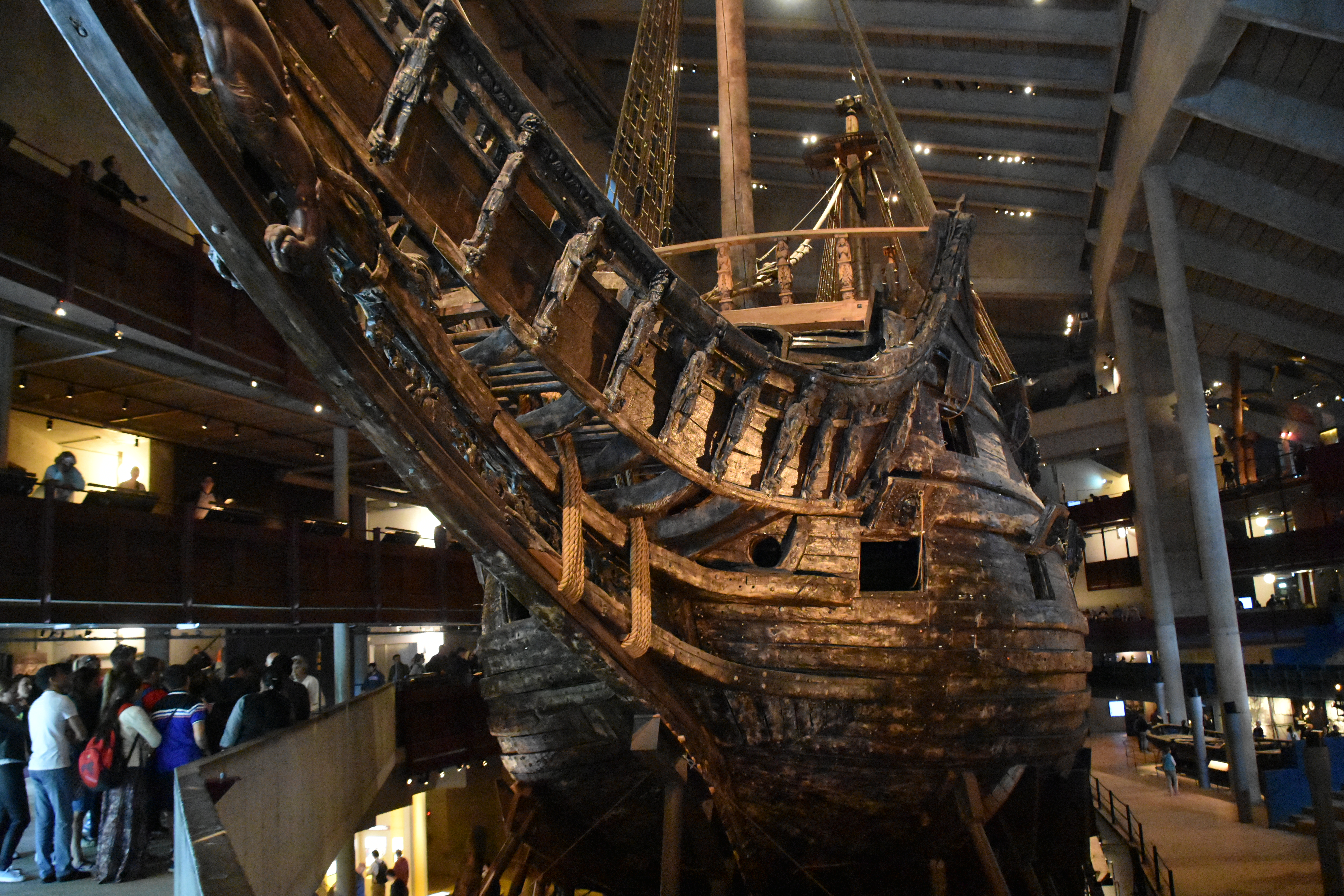
Boeg